# Charles M. Russell

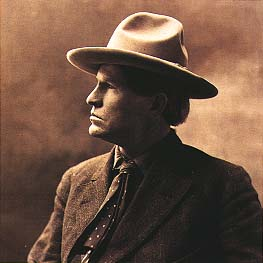
Charles M. Russell 1907

Charles Marion Russell (* 19. März 1864 in Oak Hill, St. Louis, Missouri, USA; † 25. Oktober 1926 in Great Falls, Montana) war ein amerikanischer Maler, Bildhauer, Illustrator und Schriftsteller. Er wurde für seine Darstellung des Amerikanischen Westens bekannt. Neben Frederic Remington war er der bedeutendste amerikanische Künstler seiner Zeit. Sein Wandgemälde mit dem Titel Lewis und Clark treffen die Flathead-Indianer befindet sich im State Capitol in Helena (Montana). Er schuf insgesamt mehr als 4000 Gemälde und Skulpturen.

## Leben
Charles M. Russell wurde in Oak Hill, einem Vorort von St. Louis, Missouri, geboren. Seine Eltern Mary Elizabeth Mead und Charles Silas Russell hatten neben ihm noch vier Söhne und eine Tochter. Schon als Kind zeigte sich seine künstlerische Begabung – er trug immer Bienenwachs mit sich und zeichnete viel. Mit Lehm machte er seine ersten Versuche im Formen. Sein Interesse für die Kunst stammte sicherlich zu einem Großteil von seiner Mutter, die eine talentierte Künstlerin war.

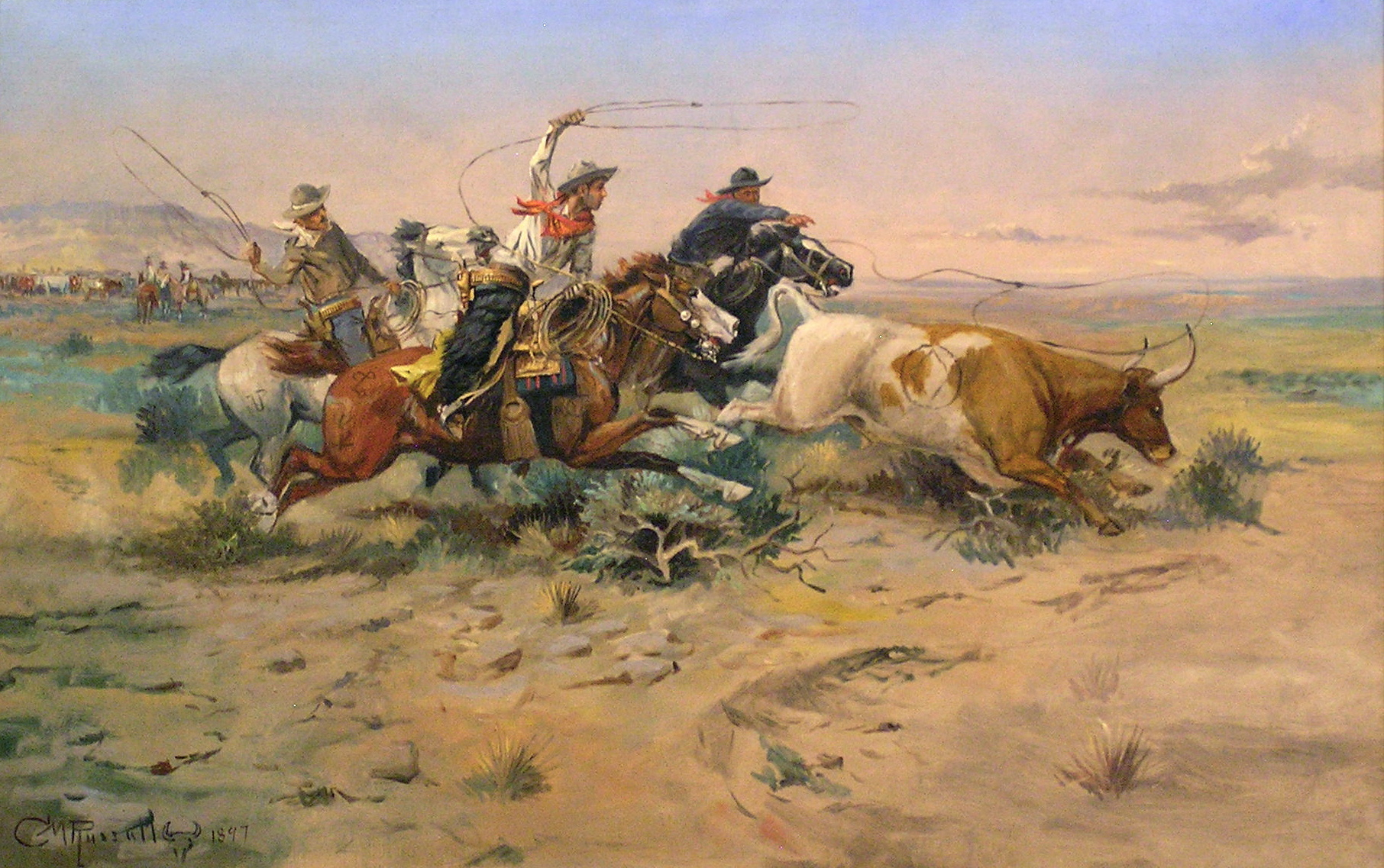
Herd Quitters

Trotz oder vielleicht gerade wegen seiner künstlerischen Fähigkeiten war er kein guter Schüler. Russell hasste die Schule und blieb oft dem Unterricht fern. Als sich seine Noten dramatisch verschlechterten, schickten ihn seine Eltern auf eine Militärschule. Doch die Hoffnung auf die Vermittlung von Disziplin zerschlug sich. Russell konnte sich auch gegenüber den Offizieren nicht zurückhalten und wurde schließlich der Schule verwiesen.
Schon seit frühester Jugend war es sein Wunsch, in den Wilden Westen zu ziehen und Cowboy zu werden. 1880 erklärten sich seine Eltern einverstanden und schickten ihn zusammen mit einem Freund der Familie in das Montana-Territorium. Zunächst schlug sich der 16-jährige Russell mit verschiedenen Gelegenheitsarbeiten durch, ehe er 1882 eine Anstellung als Cowboy fand. Dort arbeitete er die nächsten 11 Jahre. Während dieser Zeit nutzte Russell jede freie Minute zum Zeichnen und Malen.

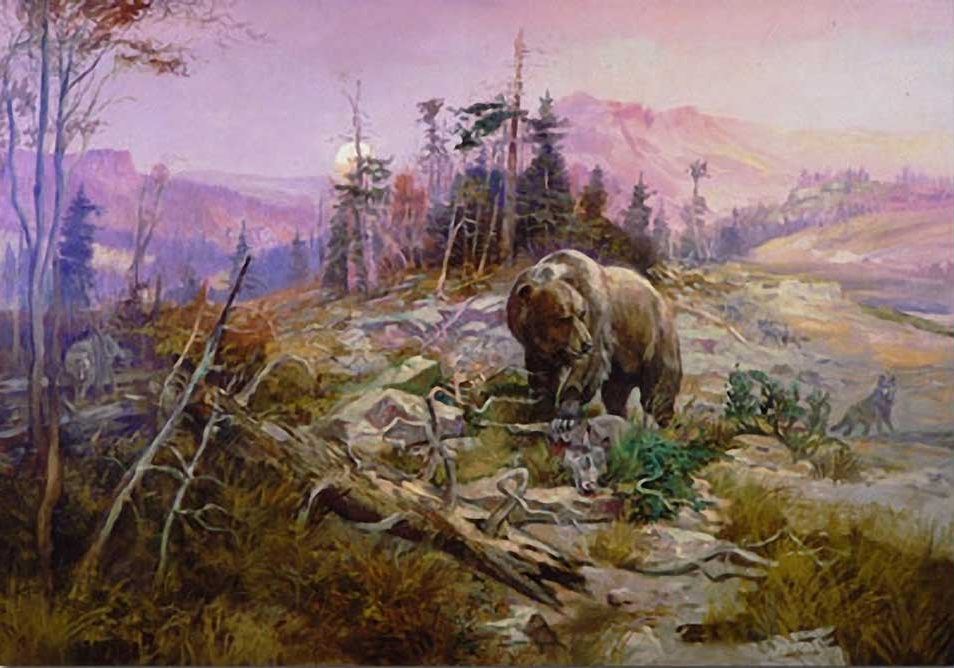
To The Victor Belongs The Spoils, 1901

Bald war er unter den anderen Cowboys berühmt, nicht für seine Reit- oder Lassokünste, sondern vielmehr für seine detaillierten Zeichnungen und Bilder. Von besonderer Bedeutung ist seine Darstellung des bitterkalten Winters 1886/1887 in Montana. Das Bild Waiting for a Chinook zeigt einen verhungernden, frierenden jungen Ochsen, der von Wölfen umgeben ist. Dieses Werk ist eines der bekanntesten Bilder Russells. Sein Interesse beschränkte sich dabei nicht nur auf das Leben der weißen Siedler und Cowboys. Über die Amerikanischen Ureinwohner sagte er:

„The Red man was the true American. They have almost gone but will never be forgotten.“

Russell wollte sie und ihr Leben in seinen Bildern festhalten, bevor alles verschwunden war. 1888 verbrachte er einige Zeit in Kanada, wo er sich täglich mit Indianern traf. Sie lehrten ihn die Zeichensprache und nannten ihn Ah-Wah-Cous (Antilope). Diese Fachkenntnis kam seinen Bildern zugute und so kann festgestellt werden, dass er der erste Maler war, der Indianer nicht als Wilde, sondern vielmehr als würdige Edelmänner der Prärie darstellte.

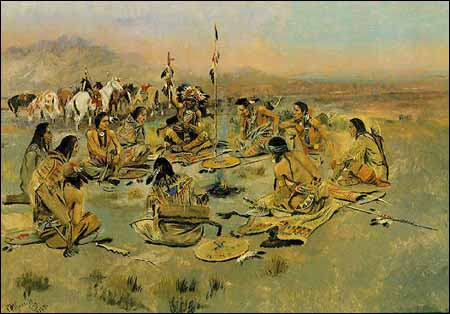
War Council on the Plains, 1896

1896, im Alter von 32 Jahren, heiratete er die erst 18-jährige Nancy Cooper. Mit ihr zog er nach Great Falls (Montana) und richtete sich dort ein Atelier ein. Sie unterstützte ihn in seiner Arbeit, kümmerte sich in geschickter Weise um die Finanzen und ermöglichte ihm, sich ganz auf die Kunst zu konzentrieren. So konnte er 1911 seine erste Einzelausstellung The West That Has Passed in New York eröffnen. Dies bedeutete den Eintritt in die nationale und internationale Kunstwelt. Er wurde vom Repräsentantenhaus des US-Bundesstaates Montana beauftragt, ein Gemälde für das State Capitol Building zu erschaffen. 1914 zeigte er seine Werke in London.
Während eines Besuches im kanadischen Calgary kaufte der Prince of Wales ein Bild von Russell, das heute im Buckingham Palace hängt. Das Gemälde wechselte für einen Preis von 10.000 Dollar seinen Besitzer. Zu dieser Zeit war dies der höchste Preis, der jemals für ein Gemälde eines lebenden amerikanischen Künstlers erzielt wurde. Von nun ab zeigte Russell seine Werke im ganzen Land. 1925 wurde ihm zu Ehren eine Sonderausstellung in der Corcoran Gallery of Art in Washington, D.C. veranstaltet. Doch seit 1923 litt Russell an Ischialgie, was ihn zunehmend behinderte. Er starb am 25. Oktober 1926 im Alter von 62 Jahren an einem Herzinfarkt in Great Falls (Montana).

### Maler

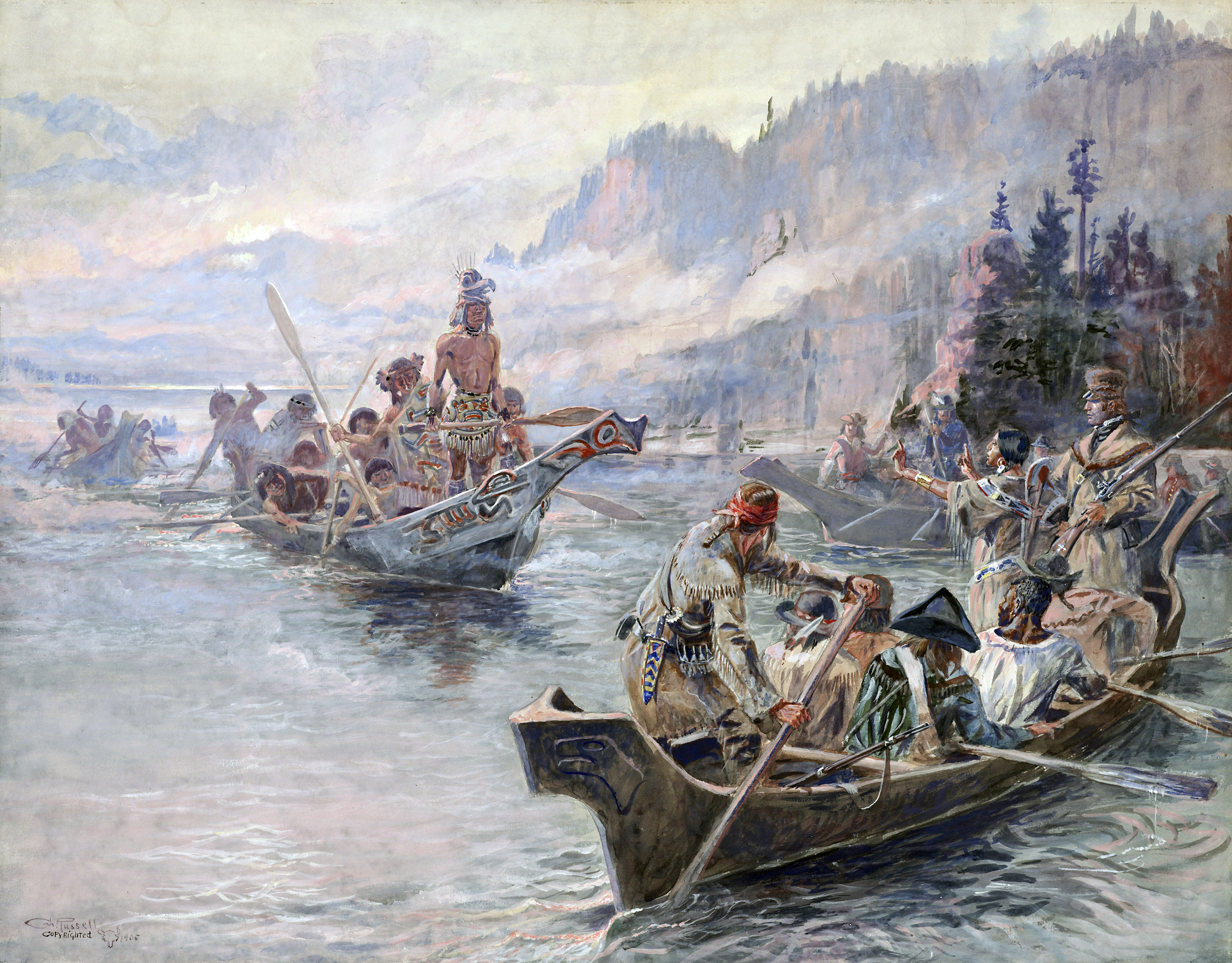
Lewis and Clark on The Lower Columbia, 1905

Der Maler Charles M. Russell ist für seine Darstellung des Westens der USA bekannt. Themen seiner künstlerischen Darstellungen sind Cowboys und Indianer sowie die Landschaft und Natur des Alten Westens. Sein besonderes Interesse galt auch der Lewis-und-Clark-Expedition. Insgesamt schuf er mehr als 4000 Gemälde und Skulpturen. Ein großer Teil seiner Werke ist im C.M. Russell Museum (Great Falls, Montana) ausgestellt. Einzelne Bilder findet man im Metropolitan Museum of Art (New York City), Minneapolis Institute of Art (Minnesota), National Cowboy & Western Heritage Museum (Oklahoma), Sid Richardson Collection of Western Art (Texas), Amon Carter Museum (Texas), Glenbow Museum (Alberta, Kanada), Rockwell Museum of Western Art (Corning, NY), The Whitney Gallery of Western Art im Buffalo Bill Historical Center in Cody, Wyoming und im Stark Museum of Art (Texas)
Siehe auch: Werke/Gemälde

### Schriftsteller
Russell veröffentlichte in den Jahren 1921, 1925 und 1927 drei Bücher mit Kurzgeschichten. Seine Geschichten handeln wie auch seine Bilder und Skulpturen vom Leben im Wilden Westen. Als Erzähler taucht in seinem literarischen Werk immer wieder die Figur des Rawhide Rawlins auf. Alle Bücher wurden von ihm selber illustriert.
Siehe auch: Werke/Literatur

## Werke

### Gemälde
- Indian Braves (New York City, Metropolitan Museum of Art, Inv.Nr. 1970.286), Wasserfarbe auf Papier, 1899, 53 cm × 74,6 cm
- Lewis and Clark Meeting the Flathead Indians (Helena, Montana State Capitol), Öl auf Leinwand, 1912, 3,65 m × 7,61 m

### Bücher
- Rawhide Rawlins Stories, Montana Newspaper Assoc., Great Falls (1921)
- More Rawhides, Montana Newspaper Assoc., Great Falls (1925)
- Trails Plowed Under, Doubleday & Company (1927)
- Good Medicine; The Illustrated Letters of Charles M. Russell, Doubleday, Doran & Company, 1929

### Museen
- C.M. Russell Museum, Great Falls (Montana): Aufbewahrung, Sammlung, Erforschung und Deutung der Kunst von Charles M. Russell